# Yviers
Yviers és un municipi francès situat al departament del Charente i a la regió de la Nova Aquitània. L'any 2007 tenia 493 habitants.

## Demografia

### Població
El 2007 la població de fet de Yviers era de 493 persones. Hi havia 198 famílies de les quals 56 eren unipersonals (24 homes vivint sols i 32 dones vivint soles), 73 parelles sense fills, 53 parelles amb fills i 16 famílies monoparentals amb fills.
La població ha evolucionat segons el següent gràfic:
Habitants censats

### Habitatges
El 2007 hi havia 279 habitatges, 204 eren l'habitatge principal de la família, 38 eren segones residències i 37 estaven desocupats. 269 eren cases i 9 eren apartaments. Dels 204 habitatges principals, 154 estaven ocupats pels seus propietaris, 46 estaven llogats i ocupats pels llogaters i 4 estaven cedits a títol gratuït; 2 tenien una cambra, 15 en tenien dues, 36 en tenien tres, 64 en tenien quatre i 86 en tenien cinc o més. 180 habitatges disposaven pel capbaix d'una plaça de pàrquing. A 91 habitatges hi havia un automòbil i a 84 n'hi havia dos o més.

### Piràmide de població
La piràmide de població per edats i sexe el 2009 era:
| Homes | Edats   | Dones |
| ----- | ------- | ----- |
| 0     | 95 o +  | 0     |
| 4     | 90 a 94 | 4     |
| 8     | 85 a 89 | 8     |
| 8     | 80 a 84 | 0     |
| 4     | 75 a 79 | 8     |
| 12    | 70 a 74 | 12    |
| 16    | 65 a 69 | 8     |
| 16    | 60 a 64 | 16    |
| 4     | 55 a 59 | 16    |
| 12    | 50 a 54 | 16    |
| 28    | 45 a 49 | 28    |
| 24    | 40 a 44 | 20    |
| 16    | 35 a 39 | 20    |
| 16    | 30 a 34 | 20    |
| 24    | 25 a 29 | 16    |
| 8     | 20 a 24 | 8     |
| 12    | 15 a 19 | 12    |
| 12    | 10 a 14 | 16    |
| 8     | 5 a 9   | 0     |
| 4     | 0 a 4   | 8     |

## Economia
El 2007 la població en edat de treballar era de 320 persones, 248 eren actives i 72 eren inactives. De les 248 persones actives 230 estaven ocupades (130 homes i 100 dones) i 18 estaven aturades (5 homes i 13 dones). De les 72 persones inactives 31 estaven jubilades, 12 estaven estudiant i 29 estaven classificades com a «altres inactius».

### Ingressos
El 2009 a Yviers hi havia 205 unitats fiscals que integraven 465 persones, la mediana anual d'ingressos fiscals per persona era de 15.148 €.

### Activitats econòmiques
Dels 17 establiments que hi havia el 2007, 1 era d'una empresa de fabricació de material elèctric, 2 d'empreses de fabricació d'altres productes industrials, 7 d'empreses de construcció, 2 d'empreses de comerç i reparació d'automòbils, 1 d'una empresa d'hostatgeria i restauració, 1 d'una empresa d'informació i comunicació, 1 d'una empresa immobiliària i 2 d'empreses de serveis.
Dels 6 establiments de servei als particulars que hi havia el 2009, 3 eren paletes, 1 guixaire pintor, 1 fusteria i 1 restaurant.
L'any 2000 a Yviers hi havia 33 explotacions agrícoles que ocupaven un total de 893 hectàrees.

## Equipaments sanitaris i escolars
El 2009 hi havia una escola elemental integrada dins d'un grup escolar amb les comunes properes formant una escola dispersa.

## Poblacions més properes
El següent diagrama mostra les poblacions més properes.